# Samet Akaydin
Samet Akaydin, född 13 mars 1994 i Trabzon, är en turkisk fotbollsspelare som spelar för Panathinaikos, och Turkiets landslag.

## Karriär
Akaydin inledde sin seniorkarriär i Arsinspor år 2013. Han har även spelat i Sancaktepe, Şanlıurfaspor, Ankara Keçiörengücü och Adana Demirspor innan han 2023 värvades av Fenerbahçe. 2024 lånades han it till den grekiska klubben Panathinaikos. 2022 debuterade han i det turkiska A-landslaget. Han medverkade i EM i fotboll 2024.